# Polish Juniors 2018
Das Polish Juniors 2018 fand als bedeutendstes internationales Nachwuchsturnier von Polen im Badminton vom 18. bis zum 21. Januar 2018 in Przemyśl statt. Es war die 29. Auflage der Veranstaltung.

## Sieger und Platzierte
| Disziplin    | Gold                           | Silber                          | Bronze                                         |
| ------------ | ------------------------------ | ------------------------------- | ---------------------------------------------- |
| Herreneinzel | Danylo Bosniuk                 | Colin Hammarberg                | Uriel Canjura                                  |
| Herreneinzel | Danylo Bosniuk                 | Colin Hammarberg                | Lukas Resch                                    |
| Dameneinzel  | Mashiro Yoshikawa              | Vivien Sándorházi               | Nazlıcan İnci                                  |
| Dameneinzel  | Mashiro Yoshikawa              | Vivien Sándorházi               | Anastasija Schapowalowa                        |
| Herrendoppel | Bartosz Gałązka Maciej Matusz  | Klemen Lesničar Domen Lonzarič  | Marc Cardona Miguel San Luís                   |
| Herrendoppel | Bartosz Gałązka Maciej Matusz  | Klemen Lesničar Domen Lonzarič  | Andrej Antoška Jakub Horák                     |
| Damendoppel  | Miu Nirasawa Mashiro Yoshikawa | Vlada Gynga Petra Polanc        | Anastasija Ossijanenko Anastasija Schapowalowa |
| Damendoppel  | Miu Nirasawa Mashiro Yoshikawa | Vlada Gynga Petra Polanc        | Vivien Sándorházi Tereza Švábíková             |
| Mixed        | Lukas Resch Miranda Wilson     | Danylo Bosnuik Walerija Masajlo | Maciej Matusz Karolina Szubert                 |
| Mixed        | Lukas Resch Miranda Wilson     | Danylo Bosnuik Walerija Masajlo | Ilijan Stojnow Hristomira Popowska             |